# Friend of mine
Friend of mine is een lied geschreven door Les Holroyd voor het album Gone to earth van Barclay James Harvest (BJH).
Zowel Powell als de Domones houden het erop dat het lied gaat over een opgebroken relatie. Na het feest van samenzijn volgt het verdriet en alleen zijn. Die laatsten voegden eraan toe dat het ook een vergelijking kan zijn met optredens van BJH. Na een concert vol met publiek moet de artiest naar de stille kleedkamer.
Het nummer werd in 1978 in verkorte versie als single uitgebracht, maar wist de hitparades niet te bereiken. Op de B-kant stond het nummer Suicide? van Lees over zelfmoord.